# Twee tot de zesde macht
Twee tot de zesde macht (ook vaak als 26 geschreven) is een Vlaamse televisiequiz die te zien was op Eén. Tot en met 2017 werd het programma gepresenteerd door de bedenker ervan, Bart De Pauw.
In de week van 6 november 2017 besliste de VRT, naar aanleiding van diverse klachten omtrent grensoverschrijdend gedrag van De Pauw, om de samenwerking met De Pauw stop te zetten en de uitzendingen van het programma voorlopig op te schorten. Een tijd later werd beslist om nieuwe afleveringen van het programma te maken, maar dan met presentatie van Jeroen Meus. In 2021 werd het laatste seizoen van het programma uitgezonden.

## Concept
In dit programma nemen drie teams van twee spelers het tegen elkaar op: twee ploegen van onbekende Vlamingen en een bekend duo. Dat bekende duo bestond in seizoen één afwisselend uit Tom Waes, Helmut Lotti, Jeroen Meus, Linde Merckpoel, Maaike Cafmeyer en Henk Rijckaert. Naast kennis is associatief denken, snel reageren en goed op elkaar ingespeeld zijn belangrijk. Als een onbekend duo wint, krijgt het 10.000 euro mee naar huis. Als het bekende duo wint, komt het geld in een pot terecht. Dit geld (40.000 euro) wordt in de laatste aflevering voor het goede doel verdeeld. In het tweede seizoen werden Lotti, Merckpoel en Rijckaert vervangen door Annelien Coorevits, David Galle en Gunther Schepens. In seizoen drie werden Coorevits, Galle en Schepens dan weer vervangen door Jani Kazaltzis, Ella Leyers en Regi Penxten. Vanaf seizoen vier was er geen vaste groep BV's.
De titel van het programma komt van een raadsel waarbij je de vergelijking 26 = 64 moet doen kloppen door 1 cijfer te verplaatsen.

### Ronde 1: Het rooster
In Het rooster moeten de spelers een juist antwoord vinden met trefwoorden uit een rooster met zestien vakjes. Een antwoord kan in één vakje of in meerdere vakjes staan. Iedere deelnemer mag afdrukken, maar na een fout antwoord kunnen de andere ploegen eenmalig ook nog afdrukken.

### Ronde 2: De vier antwoorden (S1-4, 6-7) / Vul aan (S5) / De foto (S8)
In De vier antwoorden worden per duo zes themavragen gesteld, waarvoor vier mogelijke antwoorden bestaan. Beide spelers hebben er al elk twee gekregen. De teamgenoten van ieder duo worden van elkaar gescheiden door een scherm. Wanneer een vraag gesteld wordt, mag alleen de persoon met de juiste antwoorden reageren. Wanneer een speler een juist antwoord geeft met een antwoord uit zijn twee antwoorden, dan krijgt de ploeg punten. In seizoen 3 en 4 en vanaf seizoen 6 kregen de spelers slechts een gedeelte van twee antwoorden en mocht bij elke vraag alleen de speler reageren die hiermee het juiste antwoord kon vormen.
In seizoen 5 heet deze ronde "Vul aan". De spelers krijgen per team een aantal vragen. De speler links in beeld krijgt bij elke vraag de keuze tussen twee aanzetten die het begin vormen van het antwoord. Hij of zij moet een van beide kiezen, en vervolgens moet de speler rechts in beeld het antwoord af maken.
In seizoen 8 heet de tweede ronde "De foto". Elk team krijgt een foto waarop alle antwoorden te zien zijn.  De speler links in beeld moet vervolgens drie vragen beantwoorden. Vindt hij of zij het juiste antwoord niet, dan mogen de spelers rechts in beeld van elk team om het snelst proberen om alsnog het juiste antwoord te geven.

### Ronde 3: Dubbel juist
In Dubbel juist moeten de beide spelers van hetzelfde team afzonderlijk het juiste antwoord weten te geven op dezelfde vraag. Elk duo wordt van elkaar gescheiden door een scherm. Enkel wanneer allebei de teamgenoten de juiste oplossing geven, verdienen ze punten.
De presentator stelt acht vragen en geeft bij elke vraag ook twee mogelijke antwoorden. De drie spelers links in beeld proberen zo snel mogelijk af te drukken en hun antwoord te kiezen op een touchscreen. Wanneer iemand als eerste afdrukt, is het aan de teamgenoot om het juiste antwoord te zeggen. Hij weet niet wat zijn ploegmaat heeft afgedrukt (de kijker ziet dit wel en ziet daardoor dus ook meteen of het "dubbel juist" is).

### Ronde 4: Tijd inschatten
In Tijd inschatten probeert één persoon van elke ploeg in 90 seconden zo veel mogelijk vragen juist te beantwoorden. Wanneer de kandidaat een juist antwoord geeft, krijgt hij tweehonderd punten. Bij een fout antwoord verliest hij 5 seconden van de tijd van deze ronde. Deze persoon kan de tijd echter niet zien (de kijker ziet de klok wel lopen). De kandidaat moet binnen de tijd "stop" roepen om de klok te stoppen voordat hij op nul staat. Lukt dit niet, dan zijn alle gescoorde punten in die ronde verloren. Dat betekent dus dat in deze ronde niet alleen zoveel mogelijk juiste antwoorden moeten worden gegeven, maar ook nog goed tijd moet worden geschat.

### Halve finale
De twee ploegen met de meeste punten gaan door naar de halve finale. In de halve finale moeten de spelers zo snel mogelijk het antwoord raden aan de hand van al dan niet dubbelzinnige hints die door de presentator gegeven worden. De duo's staan wel in geluidsdichte boxen zodat ze elkaars redeneringen en antwoorden niet horen. Ze horen enkel de presentator. De presentator geeft drie hints per begrip. Een juist antwoord na één hint levert veertig seconden op, een juist antwoord na twee hints dertig en een juist antwoord na drie hints levert 20 seconden op. De ploeg die het eerst 150 seconden verzamelt, gaat door naar de finale.

### Finale
In de finale moeten de kandidaten drie keer vier juiste antwoorden geven, telkens binnen de tijd: eerst in 60 seconden, vervolgens in 50 seconden en de laatste keer in 40 seconden. Dit zijn in het totaal de 150 seconden die in de vorige ronde zijn verzameld. Er zijn drie thema's. De kandidaten beslissen zelf wie welk thema speelt per keer, eerst met vier juiste antwoorden binnen 60 seconden. Wanneer een kandidaat niet aan vier juiste antwoorden geraakt, mag dat aantal doorgeschoven worden voor het volgende tijdvak. De andere moet dan wel dat extra aantal juiste antwoorden trachten te geven binnen dezelfde tijd. Tot slot moet een van hen in het derde tijdvak de laatste vragen juist beantwoorden in het derde thema. Als dit lukt, krijgt het team 10.000 euro.

## Afleveringen

### Seizoen 1
| Afl. | Datum van uitzending | Bekend duo                      | Aantal kijkers |
| ---- | -------------------- | ------------------------------- | -------------- |
| 1    | 21 oktober 2012      | Maaike Cafmeyer, Jeroen Meus    | 1.366.177      |
| 2    | 28 oktober 2012      | Linde Merckpoel, Tom Waes       | 1.206.895      |
| 3    | 4 november 2012      | Helmut Lotti, Henk Rijckaert    | 1.236.147      |
| 4    | 11 november 2012     | Linde Merckpoel, Jeroen Meus    | 1.268.390      |
| 5    | 18 november 2012     | Tom Waes, Maaike Cafmeyer       | 1.171.518      |
| 6    | 25 november 2012     | Henk Rijckaert, Maaike Cafmeyer | 1.297.759      |
| 7    | 2 december 2012      | Tom Waes, Helmut Lotti          | 1.131.914      |
| 8    | 9 december 2012      | Jeroen Meus, Henk Rijckaert     | 1.414.559      |
| 9    | 23 december 2012     | Helmut Lotti, Maaike Cafmeyer   | 1.285.865      |
| 10   | 6 januari 2012       | Jeroen Meus, Tom Waes           | 1.342.761      |
| 11   | 13 januari 2013      | Henk Rijckaert, Linde Merckpoel | 1.443.989      |
| 12   | 20 januari 2013      | Helmut Lotti, Linde Merckpoel   | 1.367.181      |
| 13   | 27 januari 2013      | Iedereen                        | 1.495.579      |

### Seizoen 2
| Afl. | Datum van uitzending | Bekend duo                           | Aantal kijkers |
| ---- | -------------------- | ------------------------------------ | -------------- |
| 1    | 15 september 2013    | Jeroen Meus, Gunther Schepens        | 1.205.986      |
| 2    | 22 september 2013    | Annelien Coorevits, Tom Waes         | 1.105.694      |
| 3    | 29 september 2013    | Gunther Schepens, Tom Waes           | 1.052.770      |
| 4    | 6 oktober 2013       | Maaike Cafmeyer, Jeroen Meus         | 1.204.117      |
| 5    | 13 oktober 2013      | Annelien Coorevits, Gunther Schepens | 1.216.470      |
| 6    | 20 oktober 2013      | Annelien Coorevits, Jeroen Meus      | 1.180.035      |
| 7    | 27 oktober 2013      | Maaike Cafmeyer, Tom Waes            | 1 221 679      |
| 8    | 3 november 2013      | David Galle, Jeroen Meus             | 1.249.597      |
| 9    | 10 november 2013     | Maaike Cafmeyer, Annelien Coorevits  | 1.064.296      |
| 10   | 17 november 2013     | David Galle, Gunther Schepens        | 1.225.356      |
| 11   | 24 november 2013     | David Galle, Tom Waes                | 1.245.476      |
| 12   | 1 december 2013      | Iedereen                             | 1.287.607      |

### Seizoen 3
| Afl. | Datum van uitzending | Bekend duo                      | Aantal kijkers |
| ---- | -------------------- | ------------------------------- | -------------- |
| 1    | 7 september 2014     | Regi Penxten, Tom Waes          | 1.157.649      |
| 2    | 14 september 2014    | Jani Kazaltzis, Jeroen Meus     | 1.052.804      |
| 3    | 21 september 2014    | Maaike Cafmeyer, Tom Waes       | 1.134.476      |
| 4    | 28 september 2014    | Ella Leyers, Jeroen Meus        | 1.122.696      |
| 5    | 5 oktober 2014       | Regi Penxten, Jeroen Meus       | 1.154.192      |
| 6    | 12 oktober 2014      | Maaike Cafmeyer, Jani Kazaltzis | 1.289.374      |
| 7    | 19 oktober 2014      | Regi Penxten, Ella Leyers       | 1.219.381      |
| 8    | 26 oktober 2014      | Tom Waes, Jeroen Meus           | 1.224.004      |
| 9    | 2 november 2014      | Tom Waes, Jani Kazaltzis        | 1.184.506      |
| 10   | 9 november 2014      | Maaike Cafmeyer, Ella Leyers    | 1.142.967      |
| 11   | 16 november 2014     | Maaike Cafmeyer, Jani Kazaltzis | 1.255.868      |
| 12   | 23 november 2014     | Maaike Cafmeyer, Regi Penxten   | 1.245.946      |
| 13   | 30 november 2014     | Ella Leyers, Jani Kazaltzis     | 1.347.098      |
| 14   | 7 december 2014      | Iedereen                        | 1.349.181      |

### Seizoen 4
Vanaf dit seizoen worden de bekende duo's gekozen uit een supermacht van 26 BV's. Verder staat elke aflevering voortaan in het teken van een bepaald thema.
| Afl. | Datum van uitzending | Bekend duo                                                                                                   | Aantal kijkers | Thema               |
| ---- | -------------------- | --- | -------------- | ------------------- |
| 1    | 24 januari 2016      | Jeroen Meus, Tom Waes                                                                                        | 1.261.916      | mannen              |
| 2    | 31 januari 2016      | Adil El Arbi, Erik Van Looy                                                                                  | 1.262.848      | film                |
| 3    | 7 februari 2016      | Karen Damen, David Galle                                                                                     | 1.023.138      | muziek              |
| 4    | 14 februari 2016     | Guga Baúl, Tine Embrechts                                                                                    | 1.288.427      | Valentijn           |
| 5    | 21 februari 2016     | Marc Coucke, Gunther Schepens                                                                                | 1.405.764      | sport               |
| 6    | 28 februari 2016     | An Lemmens, Koen Wauters voor VTM Tom Waes, Jeroen Meus voor de VRT Otto-Jan Ham, Philippe Geubels voor VIER | 1.483.817      | pax media           |
| 7    | 6 maart 2016         | Maaike Cafmeyer, Tom Waes                                                                                    | 1.501.226      | vrouwen             |
| 8    | 13 maart 2016        | Henk Rijckaert, Lieven Scheire                                                                               | 1.378.986      | nerd                |
| 9    | 20 maart 2016        | Jonas Geirnaert, Umesh Vangaver                                                                              | 1.388.986      | mode                |
| 10   | 27 maart 2016        | Tom Lenaerts, Jeroen Meus                                                                                    | 1.242.880      | culinair            |
| 11   | 3 april 2016         | Astrid Nuyens, Laurens Nuyens                                                                                | 1.086.402      | USA                 |
| 12   | 10 april 2016        | David Galle, Cath Luyten                                                                                     | 1.140.982      | Italië              |
| 13   | 17 april 2016        | Maaike Cafmeyer, Wim Willaert Tom Waes, Pascal Braeckman Jeroen Meus, Wim Lybaert                            | 1.191.538      | Kom op tegen Kanker |

### Seizoen 5
Vanaf dit seizoen kreeg het programma een volledig nieuw decor.
| Afl. | Datum van uitzending | Bekend duo                         | Aantal kijkers | Thema                       |
| ---- | -------------------- | ---------------------------------- | -------------- | --------------------------- |
| 1    | 10 september 2017    | Maaike Cafmeyer, Rik Verheye       | 995.858        | Seks, drugs en rock-'n-roll |
| 2    | 17 september 2017    | Bart Cannaerts, Tom Waes           | 1.092.212      | Reizen                      |
| 3    | 24 september 2017    | Natalia Druyts, Pascal Braeckman   | 1.110.071      | Muziek                      |
| 4    | 1 oktober 2017       | Herman Brusselmans, Jeroen Meus    | 1.136.607      | Literatuur                  |
| 5    | 8 oktober 2017       | Kobe Ilsen, Danira Boukhriss       | 1.313.527      | Gezondheid                  |
| 6    | 15 oktober 2017      | Tom Waes, Sven De Leijer           | 1.114.897      | Roddelboekjes               |
| 7    | 22 oktober 2017      | Maaike Cafmeyer, Frances Lefebure  | 1.213.128      | Sprookjes                   |
| 8    | 29 oktober 2017      | Sven De Ridder, Jan Verheyen       | 1.163.531      | Horror                      |
| 9    | 5 november 2017      | Bart Cannaerts, Tom Lenaerts       | 1.192.511      | Sport                       |
| 10*  | 12 november 2017*    | Lieven Scheire, Jonas Geirnaert    | -              | Familie                     |
| 11*  | 19 november 2017*    | Sergio, Sam Gooris                 | -              | Nineties                    |
| 12*  | 26 november 2017*    | Maaike Cafmeyer, Frans Grapperhaus | -              | Nederland                   |

* Er werden 13 afleveringen opgenomen maar de uitzendingen werden opgeschort na aflevering 9 naar aanleiding van de contractbreuk tussen Bart De Pauw en de VRT. De tiende aflevering werd niet meer op televisie uitgezonden, maar werd wel nog op het streamplatform VRT NU voor uitgesteld kijken geüpload en kon zo toch nog bekeken worden.

### Seizoen 6
| Afl. | Datum van uitzending | Bekend duo                                                                                                   | Aantal kijkers | Thema                       |
| ---- | -------------------- | --- | -------------- | --------------------------- |
| 1    | 24 februari 2019     | Véronique De Kock, Wim Opbrouck                                                                              | 1.250.765      | Culinair                    |
| 2    | 3 maart 2019         | Tom Boonen, Tom Waes                                                                                         | 1.160.931      | Sport                       |
| 3    | 10 maart 2019        | Kim Clijsters, Karen Damen                                                                                   | 1.007.149      | Vrouwen                     |
| 4    | 17 maart 2019        | Laura Tesoro, Lynn Van Royen                                                                                 | 955.961        | Generatie                   |
| 5    | 24 maart 2019        | Herman Brusselmans, Bart Peeters                                                                             | 840.612        | Muziek                      |
| 6    | 31 maart 2019        | Luc Appermont, Bart Kaell Jeroom Snelders, Élodie Ouédraogo Tomas De Soete, Siska Schoeters                  | 982.097        | Liefde                      |
| 7    | 7 april 2019         | Jonas Geirnaert, Lieven Scheire                                                                              | 900.507        | Familie                     |
| 8    | 14 april 2019        | Sven De Leijer, Leah Thys                                                                                    | 829.395        | Soaps                       |
| 9    | 21 april 2019        | Olga Leyers, Tom Waes                                                                                        | 807.999        | Seks, drugs en rock-'n-roll |
| 10   | 28 april 2019        | Sam Gooris, Sergio                                                                                           | 969.920        | Nineties                    |
| 11   | 5 mei 2019           | Guga Baúl, Jelle De Beule                                                                                    | 868.527        | Comedy                      |
| 12   | 12 mei 2019          | Sven De Leijer, Showbizz Bart                                                                                | 808.059        | Showbizz                    |
| 13   | 19 mei 2019          | Adriaan Van den Hoof, Steven Van Herreweghe Frank Deboosere, Goedele Wachters Eva De Roo, Peter Van de Veire | 1.153.191      | Kom op tegen Kanker         |

### Seizoen 7
| Afl. | Datum van uitzending | Bekend duo | Aantal kijkers | Thema                 |
| ---- | -------------------- | --- | -------------- | --------------------- |
| 1    | 16 februari 2020     | Rik Verheye, Kim Van Oncen | 1.043.308      | Liefde                |
| 2    | 23 februari 2020     | Jeroom Snelders, Erik Van Looy | 1.105.199      | Collega's             |
| 3    | 1 maart 2020         | Frank Lammers, Tom Waes | 1.130.909      | Krimi                 |
| 4    | 8 maart 2020         | Charlotte Timmers, Sven De Ridder                                                                                                 | 962.494        | Film                  |
| 5    | 15 maart 2020        | Tine Embrechts, Guga Baúl | 1.068.018      | Mama's & papa's       |
| 6    | 22 maart 2020        | Eline De Munck, Tom Waes | 1.243.710      | Nillies               |
| 7    | 29 maart 2020        | Ella Leyers, Olga Leyers Dimitri Leue, Warre Borgmans Lennert Coorevits, Janus Coorevits                                          | 1.231.355      | Familie               |
| 8    | 5 april 2020         | Ivan De Vadder, Jelle De Beule | 1.042.072      | Fake news             |
| 9    | 12 april 2020        | Danira Boukhriss Terkessidis, Steven Van Herreweghe                                                                               | 1.050.719      | Vakantie              |
| 10   | 19 april 2020        | Élodie Ouédraogo, Niels Albert | 1.062.977      | Sport                 |
| 11   | 26 april 2020        | Manou Kersting, Jan Jaap van der Wal                                                                                              | 978.651        | Derby der Lage Landen |
| 12   | 3 mei 2020           | Sven De Leijer, Frances Lefebure                                                                                                  | 1.127.388      | 60+                   |
| 13   | 10 mei 2020          | Willy Sommers, Anne De Baetzelier voor VTM Marleen Merckx, Philippe Geubels voor de VRT Jelle De Beule, Jeroom Snelders voor VIER | 1.314.531      | pax media             |

### Seizoen 8
| Afl. | Datum van uitzending | Bekend duo                                                                                        | Aantal kijkers | Thema                             |
| ---- | -------------------- | ------------------------------------------------------------------------------------------------- | -------------- | --------------------------------- |
| 1    | 21 februari 2021     | Cath Luyten, Tom Waes Dieter Coppens, Wim Lybaert Olga Leyers, Pascal Braeckman                   | 1.286.549      | Reizen Meus (Kom op tegen Kanker) |
| 2    | 28 februari 2021     | Philippe Geubels, Ingeborg Sergeant                                                               | 1.249.768      | Gezondheid                        |
| 3    | 7 maart 2021         | Wesley Sonck, Pedro Elias                                                                         | 1.115.724      | Sport                             |
| 4    | 14 maart 2021        | Rik Verheye, Joke Emmers                                                                          | 1.153.662      | Tijdreis                          |
| 5    | 21 maart 2021        | Jeroom Snelders, Élodie Ouédraogo                                                                 | 1.068.710      | Mode                              |
| 6    | 28 maart 2021        | Erik Van Looy, Kamal Kharmach                                                                     | 1.078.003      | Spionage                          |
| 7    | 4 april 2021         | Tom Waes, Saartje Vandendriessche                                                                 | 1.017.418      | Hollywood                         |
| 8    | 11 april 2021        | Jeroen van Koningsbrugge, Rani De Coninck                                                         | 1.003.184      | Royalty                           |
| 9    | 18 april 2021        | Jeroom Snelders, Adriaan Van den Hoof                                                             | 937.240        | Strip                             |
| 10   | 25 april 2021        | Margriet Hermans, Gert Verhulst Geena Lisa, Sergio Quisquater Bart Peeters, Steven Van Herreweghe | 990.887        | Finale (Kom op tegen Kanker)      |